# Paul Texier
Paul Texier (París - ?) va ser un ciclista francès que fou professional entre 1911 i 1928. Es dedicà principalment al ciclisme en pista. Com amateur va guanyar una medalla de bronze Campionat del Món de velocitat de 1910 per darrere de l'anglès William Bailey i l'alemany Karl Neumer.
Va participar en diferents proves dels Jocs Olímpics de 1908.